# باري يوربان
باري يوربان (بالإنجليزية: Barry Urban)‏ هو ضابط شرطة وعامل إنشاء وجندي وسياسي بريطاني وأسترالي، ولد في 10 ديسمبر 1968 في المملكة المتحدة. حزبياً، نشط في حزب العمال الأسترالي ( – 29 نوفمبر 2017) ومستقل (29 نوفمبر 2017 – ). في 2017 Western Australian state election ‏، انتخب عضو الجمعية التشريعية لأستراليا الغربية عن دائرة درلنغ رينج ‏ (11 مارس 2017 – 8 مايو 2018).